# Valle di Panamint
La valle di Panamint è un lungo bacino ubicato ad est delle catene Argus e Slate e ad ovest della catena Panamint, nel tratto nordorientale del deserto del Mojave, nella California orientale (Stati Uniti d'America).

## Geografia

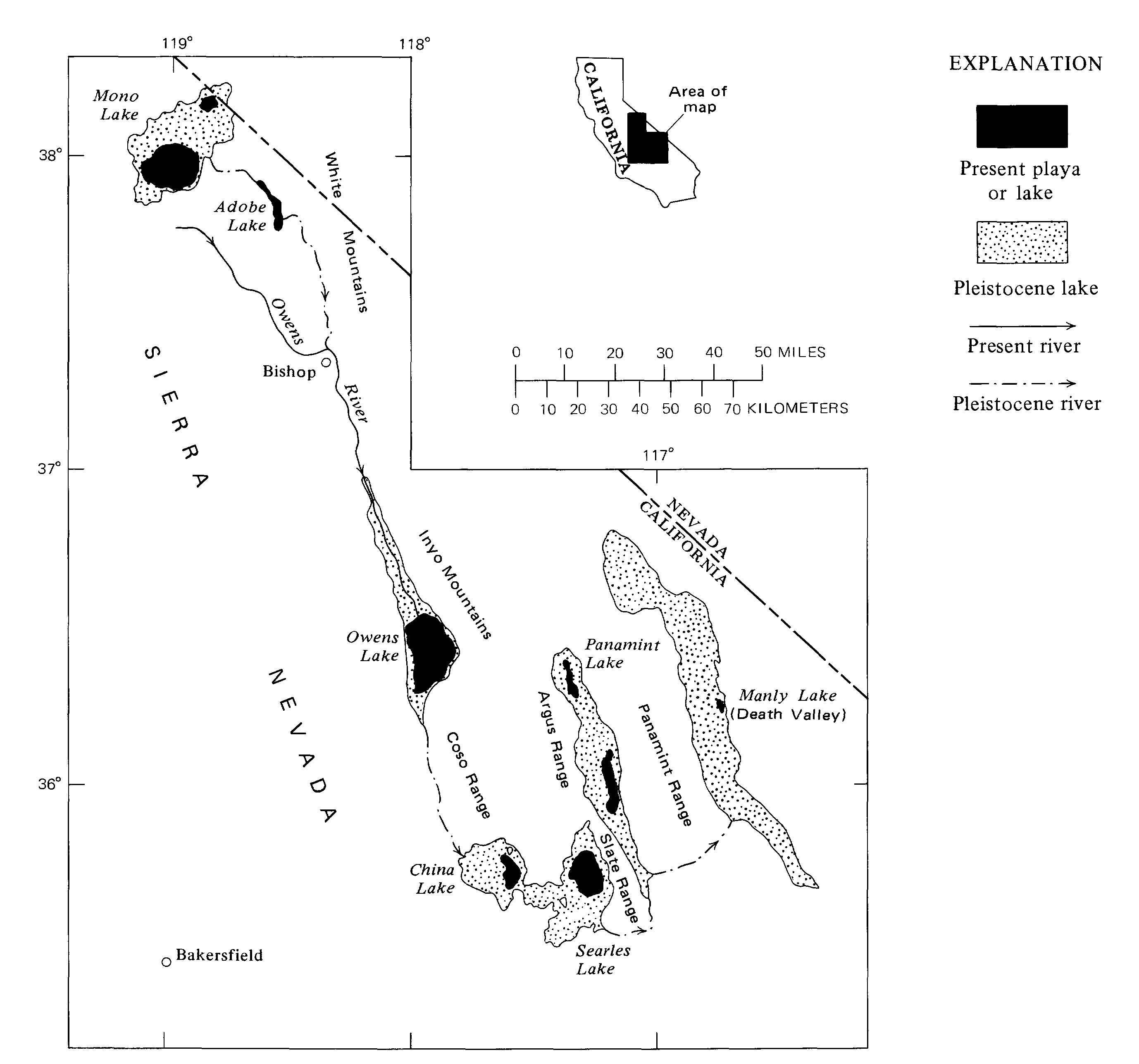
Mappa che mostra il sistema dei laghi pleistocenici, un tempo interconnessi, nella California orientale (USGS)

L'estremità settentrionale della valle è nel Parco nazionale della Valle della Morte e nella contea di Inyo. La valle si trova in una direzione nord-sud, e si allunga dalle dune di Panamint a nord alla base aeronavale di armamento China Lake nella contea di San Bernardino a sud. La valle è approssimativamente 105 km di lunghezza e più di 16 km di larghezza nell'area dell'Hall Canyon.

## Punti notevoli
- La città fantasma di Ballarat è ubicata nella valle di Panamint circa 4,8 km a est della Trona Road, vicino all'Happy Canyon.
- L'ex Monorotaia per il sale di Epsom attraversava la valle su un ponte a traliccio di legno.
- Una stazione radar è ubicata vicino alla città di Ballarat all'estremità sud della valle.
- Molteplici siti lungo la SR 190, che attraversa la parte nord della valle, forniscono eccellenti posizioni per vedere le operazioni a bassa quota degli aeroplani militari.
- La valle è un bacino endoreico prosciugato internamente e il suo piano di sale/crostone d'argilla centrale un lago effimero, come accadde dopo piogge insolitamente pesanti nella primavera del 2005. Durante i periodi pluviali del Pleistocene, afflusso da una catena di torrenti e di laghi verso nordovest sosteneva un grande lago che traboccò nel lago Manly nella Valle della Morte.[1][2]

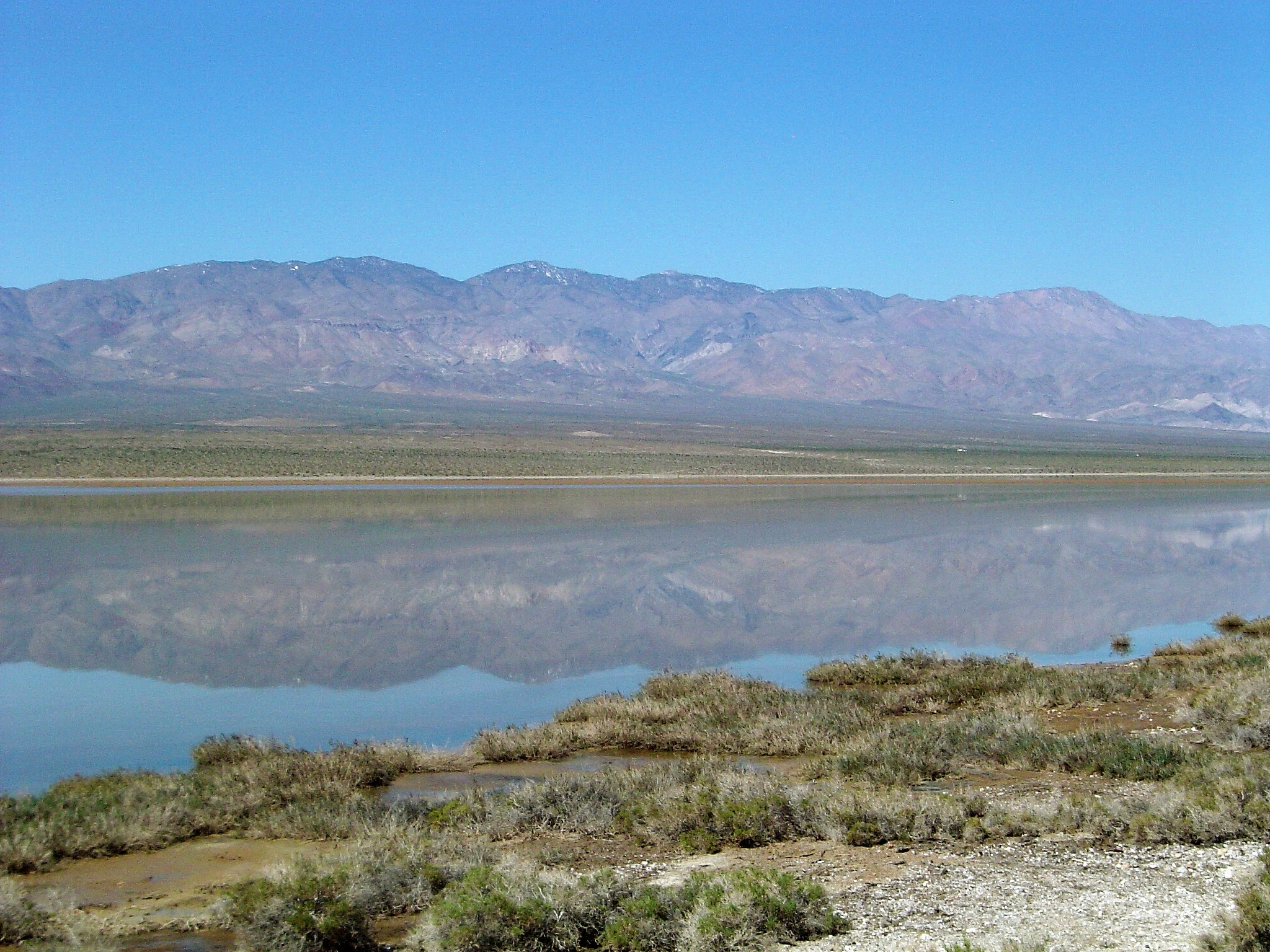
Lago Panamint nel 2005, veduta vicino a Ballarat
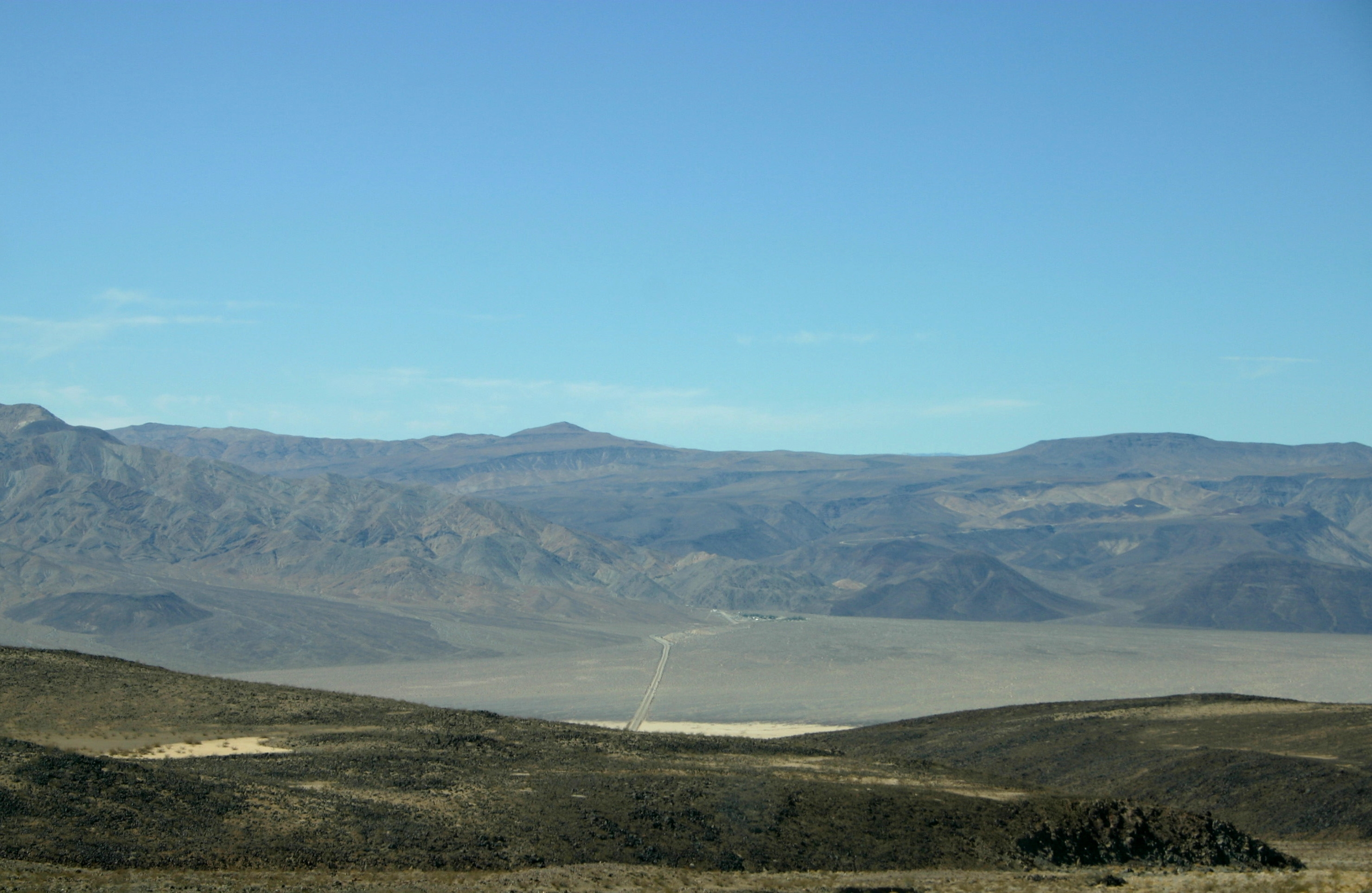
La State Route 190 attraversa la valle di Panamint
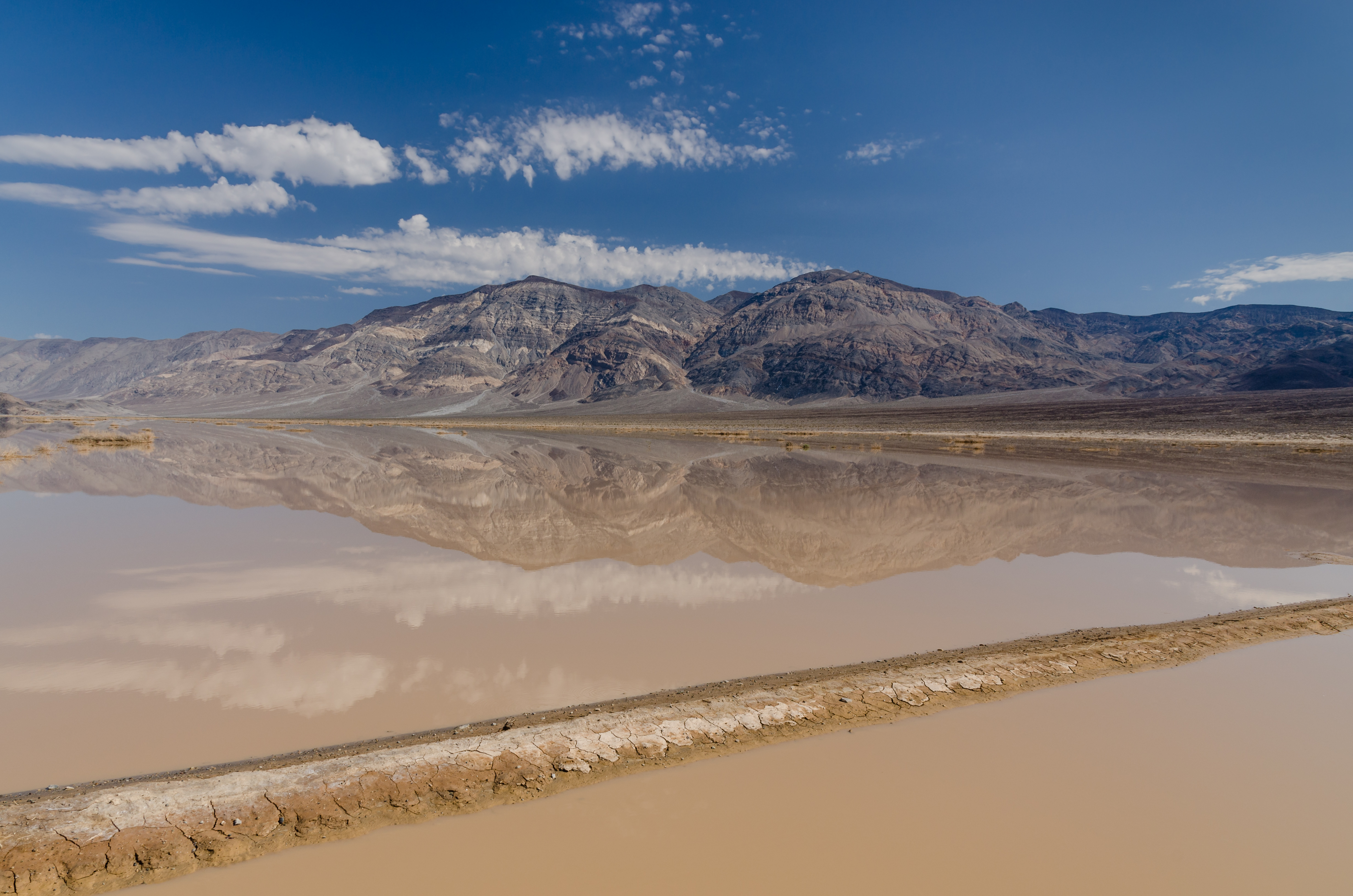
Veduta della valle di Panamint dalla SR190 con alluvioni improvvise e riflessi sull'acqua

## Uso militare

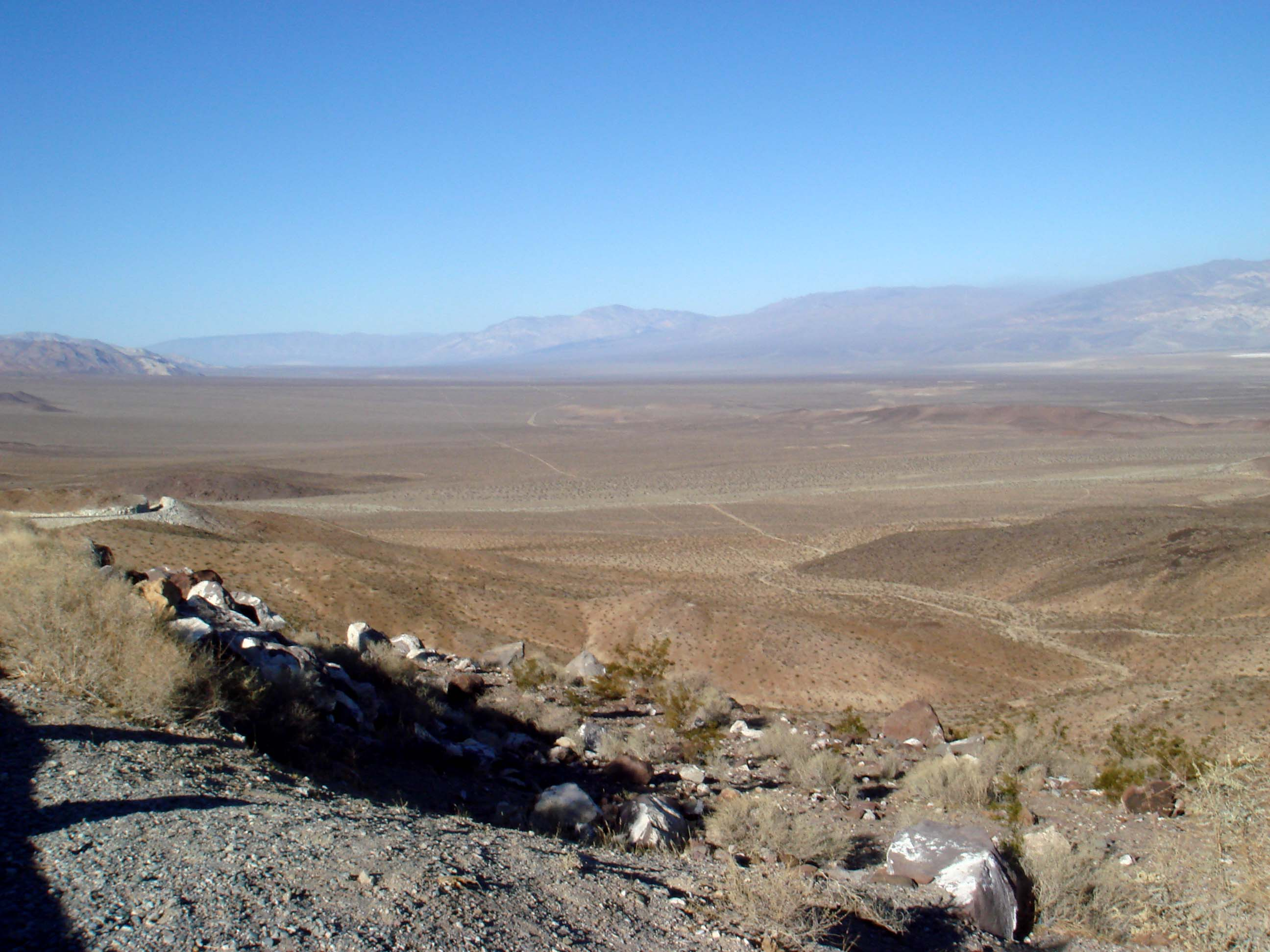
La valle di Panamint, che guarda a nord dallo "Slate Range Crossing", un passo che collega le valli di Panamint e di Searles

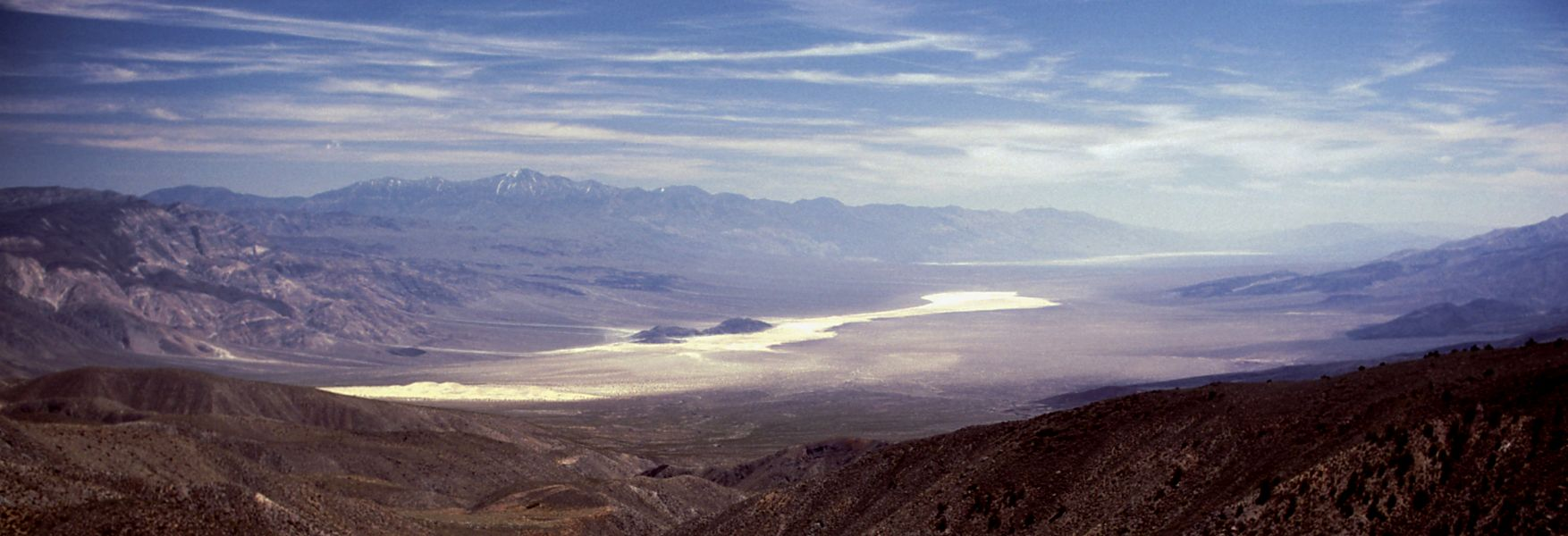
La valle di Panamint, che guarda a sud dal "South Pass" che collega le valli di Panamint e di Saline

Lo spazio aereo sulla valle di Panamint fa parte del vasto complesso militare statunitense R-2508 della base aerea Edwards . Tutto lo spazio aereo soprastante è riservato alle operazioni dell'aeronautica militare statunitense. Su Panamint si distingue anzitutto l'"area operativa militare" (Military Operating Area, MOA), che copre l'intera valle a nord del Monte Hunter da 200 ft AGL fino a FL180 con uno "spazio aereo assegnato al controllo del traffico" aereo (Air Traffic Control Assigned Airspace, ATCAA) ubicato sopra la stessa area da FL180 a FL600 (all'incirca da 5.500 a 18.000 m). Lo spazio aereo è usato principalmente dagli aeromobili militari delle basi aeree di Nellis, Edwards, China Lake e Lemoore per addestramento alle missioni ad alta e bassa quota. Gli aeromobili militari utilizzano le radiocomunicazioni su 291.6 MHz o 120.25 MHz mentre operano nell'area operativa militare di Panamint (Panamint MOA); tuttavia, gli aeromobili militari in tutto il complesso R-2508 usano spesso la frequenza 315.9 MHz quando conducono operazioni a bassa quota sotto i 1500 ft AGL (ossia 460 m sul livello del suolo).